# Молчна
Молчна — река в Родниковском и Вичугском районах Ивановской области России. Устье реки находится в 17 км по правому берегу реки Постна. Длина реки составляет 20 км, площадь водосборного бассейна — 55,1 км².

## Течение
Исток реки находится восточнее деревни Синие Гари в 4 км к западу от города Вичуга. Река течет вначале в западном направлении, затем поворачивает на юг, за селом Красное на реке имеется запруда. Ниже по течению реку пересекает железнодорожная линия Иваново — Кинешма. Устье реки находится в 17 км по правому берегу реки Постна. Высота устья — 108 м над уровнем моря.

## Данные водного реестра
По данным государственного водного реестра России относится к Окскому бассейновому округу, водохозяйственный участок реки — Клязьма от города Ковров и до устья, без реки Уводь, речной подбассейн реки — бассейны притоков Оки от Мокши до впадения в Волгу. Речной бассейн реки — Ока.
Код объекта в государственном водном реестре — 09010301112110000033280.